# جمعية خير
جمعية خير (بالإندونيسية: Jamiat Kheir)‏ أقدم جمعية إسلامية منظمة في إندونيسيا، أقيمت على أيدي عرب إندونيسيا الحضارم عام 1319 هـ/ 1901 م بجاكرتا هدفها إعانة الفقراء ورفد المعوزين وتعليم الأطفال وإعانة من تزوج أو توفي له قريب من أعضاء الجمعية. وجاء ذكر هذه الجمعية في سجلات الحكومة، وفي كتب هولندية، وفي مؤلفات إندونيسية ومجلات. ومنذ عام 1338 هـ/ 1919 م أصبحت الجمعية مؤسسة تعليمية فقط، واسندت الأعمال الاجتماعية والخيرية إلى الرابطة العلوية.
كان من مساعيها إزالة الخلافات بين الأفراد وإزالة الخصام الدموي بين الغرب والصينيين في جاوة الشرقية، وجمع التبرعات لأيتام المجاهدين في طرابلس الغرب، ومنكوبي البراكين والحرائق والفياضانات، وجمع التبرعات لإنشاء سكة الحديد الحجازية. وكانت تقيم الحفلات في المناسبات كتكريم القنصل العثماني راسم بك وغيره، وبمناسبة تولية السلطان محمد رشاد، إلى غير ذلك فكان لأعمالها الكثيرة العامة صيت واسع.

## التاريخ
قدمت هذه الجمعية عريضة للحكومة الهولندية المستعمرة لطلب الاعتراف بها عام 1321 هـ/ 1903 م وصدر الأذن المشروط بأن لا يكون لها فروع في غير منطقة بتافيا (جاكرتا) عام 1323 هـ/ 1905 م ومنذئذ بدأت الجمعية تسجل قراراتها في دفتر خاص في 17 يوليو 1905 م وانتخب أول رئيس لها علي بن أحمد بن محمد بن شهاب الدين.
العريضة التي قدمت إلى الحكومة بطلب الاعتراف موقعة باسم سعيد باصنديد رئيسًا، ومحمد بن عبد الله بن شهاب الدين رئيسًا ثانيًا، ومحمد الفاخر المشهور كاتبًا، عيدروس بن أحمد بن محمد بن شهاب الدين أمينًا للمال.
ثم قدمت الجمعية طلب الأذن لإيجاد مدرسة في 1324 هـ/ 1906 م ثم لإلقاء محاضرات، وبما أنه كان محظورا على الجمعية أن تكون لها فروع خارج منطقة جاكرتا فقد جعلت لها وكلاء لتسجيل أسماء أعضاء في المناطق الأخرى، وكان بين الوكلاء وبين الجمعية اتفاق على أساليب العمل، فانتشر صيتها حتى تواردت الطلبات من الأنحاء لإقامة فروع، فأشارت على الراغبين أن يقيموا جمعيات مستقلة.
وانضم إلى الجمعية كثير، من إمام مسجد ومدرس وموظف حكومي أو موظف في شركة أو عامل أو قاضي وغيرهم، واتصلت هذه الجمعية برجال الحركات الإسلامية بالشرق الأوسط كعلي يوسف صاحب جريدة المؤيد، وعلي كامل مدير جريدة اللواء، وعبد الحميد زكي صاحب جريدة السياسة المصورة، وأحمد حسن طبارة صاحب ثمرات الفنون ببيروت، ومحمد سعيد المجذوب صاحب جريدة القسطاس المستقيم، وعبد الله قاسم مدير شمس الحقيقة، ومحمد بكر بك مدير جريدة العدل وذلك منذ عام 1908 م.
وفي عام 1909 م فتحت أول مدرسة لها للتعليم المجاني وأوجدت دروسا عمومية للنساء أسبوعيا، وللرجال أيضا في يوم معين في الأسبوع وفي نفس العام سعت في رفع الحجر عن العرب في الذهاب إلى خارج جاكرتا، وخصوصا إلى جاوة الوسطى إلا بإذن رسمي. وتوسعت أعمال الجمعية عام 1328 هـ/ 1910 م وطبع القانون في سنغافورة عام 1911 م، وبدأت في فكرة استقدام معلمين من مصر أو إسطنبول أو غيرهما، وفتحت لها مدارس في معظم أحياء جاكرتا والمدن الغربية الواقعة في منطقتها، وتوسعت أعمالها وتدخلت في شؤون اجتماعية وسياسة وغيرها، وتمكنت صلاتها بالجمعيات القومية التي بدأت في الظهور كجمعية بودي أوتاما الجاوية، وحزب شركة إسلام. وأقامت قسما داخليا للطلاب بأجور معينة على القادر، ويبقى اليتيم والفقير في القسم الداخلي مجانا، وتعطى له الملابس والغذاء، وتقوم الجمعية بجمع الزكوات وتوزيعها على المستحقين.
وفي عام 1332 هـ/ 1913 م فكرت في إيجاد مطبعة ومكتبة خارج نطاق الجمعية برأسمال قدره خمسون ألف روبية في خمسة آلاف سهم، واشترك الأعضاء في جلسة واحدة في 748 سهما. وتكونت لجنة للشباب في 24 يوليو 1924 م/ 1343 هـ برئاسة عبد الرحمن بن علوي الشاطري.

## وصلات خارجية
- Jamiat Khair: Bentuk Perjuangan Pendidikan Orang-Orang Islam di Batavia Melawan Kolonial - NuuN.
- Yayasan Pendidikan Jamiat Kheir - benmashoor.